# Gorgeous George
Gorgeous George — третий студийный альбом шотландского музыканта Эдвина Коллинза. Диск был выпущен в 1994 году на лейбле Setanta Records. Gorgeous George был записан при участии Пола Кука из панк-рок-группы Sex Pistols. Альбом был переиздан в 1996 году. Он включает в себя популярный сингл Эдвина Коллинза, «A Girl Like You».
Критики положительно встретили альбом, на котором, по их мнению, Коллинз представил консолидацию своих навыков в написании текстов песен, демонстрирующие как его порочность, так и легкий мелодизм. На этом альбоме он сотрудничал с бывшим ударником Sex Pistols Полом Куком и басистом Клэйром Кенни, а также представил удивительное многообразие различных жанров, таких как глэм-рок, джангл-поп, фолк-рок и голубоглазый соул. Нет никакого сомнения, что слова и музыка Эдвина Коллинза сильно затрагивают, в частности, кавер-версия Игги Попа на мрачную и запоминающуюся композицию «A Girl Like You».
В британском хит-параде UK Albums Chart диск достиг 8 позиции, пробыв там 8 недель.

## Список композиций
1. «The Campaign for Real Rock» — 6:36
2. «A Girl Like You» — 3:59
3. «Low Expectations» — 3:59
4. «Out Of This World» — 5:37
5. «If You Could Love Me» — 5:31
6. «North Of Heaven» — 3:39
7. «Gorgeous George» — 4:09
8. «It’s Right In Front Of You» — 6:26
9. «Make Me Feel Again» — 4:23
10. «Keep On Burning» (есть только в переиздании альбома 1996 года)
11. «I’ve Got It Bad» — 4:41
12. «Subsidence» — 5:44
13. «The Moron Song» (бонус-трек) — 3:26

## Люди, принявшие участие в записи альбома
- Пол Кук — ударные, перкуссия, вибрафон в песне «A Girl Like You»
- Эдвин Коллинз — гитара, вокал, бас-гитара
- Клэйр Кенни — бас-гитара[2]